# 別所氏
別所氏（べっしょし）は、播磨の戦国大名を輩出した氏族。
播磨の守護大名・赤松氏の庶流であり、三木城を本拠とした。

## 赤松氏の家臣時代
氏祖は平安時代、赤松氏の祖である赤松季房（すえふさ）の孫・赤松（別所）頼清（よりきよ）とされている。時を経て室町時代には、赤松敦光（あつみつ、赤松則村の弟・円光（の実名）またはその子）や赤松則祐の三男の赤松持則が別所氏の名跡を継いだ。
古くから三木近辺を拠点とし、現在の三木城跡から外れた位置に城を構えていた。
室町時代中期以降、嘉吉の乱により主家の赤松氏と共に別所氏も一時衰退したが、応仁の乱により赤松氏が勢力を回復すると別所則治は三木城を築き初代城主となった。そのため則治は別所氏中興の祖と言われる。

## 独立以後
則治の孫・就治の代に主家の赤松氏とその守護代である浦上氏が対立して赤松氏の勢力が衰退の一途をたどり始めると、就治は東播三郡を支配下に置いていたことを背景に赤松氏から独立し、戦国大名として名乗りを上げる。就治は武勇に秀でたことから、その後は三好氏や尼子氏の侵攻を次々と撃退して勢力を拡大し、東播八郡（美嚢郡、明石郡、加古郡、印南郡、加西郡、加東郡、多可郡 、神東郡）を支配する別所氏の最盛期を築き上げた。
就治の子・安治の代には三好氏と争う織田信長と誼を通じる。しかし、安治の子・長治の代になると離反し、信長の命を受けた羽柴秀吉によって攻められ、有名な「三木の干殺し」にあう（三木合戦）。長治は2年間近く抵抗するというしぶとさを見せたが力尽きて1580年（天正8年）に自害し、ここに戦国大名としての別所氏は滅亡した。
一族のうち就治の三男・重宗は長治に同調しておらず秀吉の家臣となりのちに但馬国八木城主（あるいは丹波国園部城主）となる。重宗の子の吉治の代には江戸幕府の下で八木藩を治めることとなったが、1628年（寛永5年）に参勤を怠ったことから改易された。後に許された息子の守治や重宗の他の息子の系統は旗本となった。宝永年間に長崎奉行を務めた別所常治（つねはる）は子孫にあたる。
なお、則治の子孫の三木城主別所氏とは別に西播磨利神城主の分家も存在したが、こちらも宗家に同じく信長に叛いたため山中幸盛（鹿介）により城を落とされて滅びている。
また、水戸藩第2代藩主徳川光圀の養父三木之次（仁兵衛）は別所一族の出身で、安治の弟の子（つまり長治の従弟）にあたるとする説が存在するが定説ではない。
阿波三木氏の家伝に拠ると、別所長治の叔父、別所治之の子・別所規治が三木城落城の折、阿波の中喜来浦に逃れ、藍商となったとするが、確かな証拠は無い。

## 系図
凡例 太線は実子、細線は養子。
```
　　　　　　　　　　　
赤松季則

　　　　　　　┏━━━━━┫
　　　　　 
別所頼清
　 
赤松頼則

　　　　　　　┃　 （赤松氏本家）
　　　　　　 
清次

　　　　　　　┃
　　　　　　 
清光

　　　　　　　┃
　　　　　　 
頼光

　　　　　　　┃
　　　　　　 
範光

　　　　　　　｜
　　　　　　 
敦光

　　　　　　　┃
　　　　　　 
敦則

　　　　　　　｜
　　　　　　 
持則
（
赤松則祐
の子）
　　　　　　　┃
　　　　　　 
持祐
（則康）
　　　　　　　┃
　　　　　　 
祐則

　　　┏━━━┫
　　 
光則
　　
則治

　　　┃　　　┃
　　 
治光
　　
則定

　　　┃　　　┃
　　 
治定
　　
就治
（村治）
　　　┃　　　┣━━━━━━━┳━━━┓
　　 
静治
　　
安治
　　　　　　
吉親
　　
重宗
（重棟）
　　　┃　　┏┻━┳━━┓　　┃　　┏┻━━┓
　　 
林治
　
長治
　
友之
　
治定
　
吉成
　
吉治
　
福島正之
```